# European Canoe Polo Club Championship 2012
L'edizione 2012 dell'European Club Championship Canoe Polo si è tenuta il 22 e il 23 settembre 2012 a Duisburg in Germania e ha visto la partecipazione di 22 squadre maschili (dovevano essere 23 ma vi è stata la rinuncia dei Vikings finalisti dell'edizione 2011) e 12 squadre femminili. Il torneo maschile si è concluso con la vittoria del Montpellier sul Conde sur Vir mentre quello femminile ha visto la vittoria del KCNW Berlin sul SKG Hanau. L'edizione maschile vedeva le squadre divise inizialmente in quattro gironi all'italiana da 5 o 6 squadre, in cui le prime due classificate di ogni raggruppamento si qualificavano alla seconda fase a gironi, due formati da quattro squadre ciascuno. Le prime due classificate di entrambi i gironi si sfidavano nelle semifinali e poi nella finale. Sono state disputate altre finali per determinare la posizione di tutte le squadre in classifica.

## Classifica maschile
1  Montpellier 
2  Conde sur Vir 
3  Pro Scogli Chiavari 
4  KRM Essen
5  Isbrytarna
6  Vallehermoso-Retiro
7  MOSW Choszczno
8  Göttinger PC
9  Deventer
10  Meridian
11  Michiel de Ruyter
12  CN Posillipo
13  R.C.N. Castellon
14  Demons
15  Kanupolo Zurich
16  WKV
17  Thurgauer Wildw
18  UKS SET Kaniow
19  IRWV Ieper
20  Silkeborg
21  Forsaj
22  Neptun

## Classifica femminile
1  KCNW Berlin 
2  SKG Hanau 
3  CN Posillipo 
4  Keistad
5  Friends of Allonby
6  MOSW Choszczno
7  CD 44
8  Montpellier
9  Club Madrileno Ciencias
10  Aberfan
11  Michiel de Ruyter
12  Madrid Velocidad